# Maurkice Pouncey
Maurkice Pouncey
La Shawn Maurkice Pouncey  (nacido el 24 de julio de 1989 en Ardmore, Oklahoma) es un exjugador de fútbol americano y jugaba en la posición de centro para los Pittsburgh Steelers.  Fue contratado en la primera ronda del Draft del año 2010 por los Steelers después de jugar para los Florida Gators de la universidad de Florida.

## Primeros años
A pesar de haber nacido en Oklahoma Pouncey asistió a la secundaria Lakeland High School en Lakeland, Florida, es el hermano gemelo del jugador universitario de los Gators Michael Puncey  en la secundaria jugó como guardia izquierdo siendo uno de los jugadores más destacados de Florida,  La asociación de escritores deportivos de Florida lo eligió como el mejor jugador de la línea ofensiva junto con su hermano gemelo el también línea ofensiva Michael Pouncey,   en el primer equipo de Florida en una selección llamada “Class 5ª All State football team” en el año 2006.

## Periodo Universitario

### Temporada 2007
Fue reclutado por los Florida Gators  en el año 2007, con su hermano Michael y otros cuatro jugadores de la secundaria Lakeland, Steve Wilks, Paul Wilson, Chris Rainey y Ahmad Black, en un hecho que los expertos llamaron sin precedentes,  una de las razones principales por la que se decidieron es que el campo de la universidad de Miami esta solo a 2 horas de la secundaria de Lakeland, jugó como guarda izquierdo y fue compañero en la ofensiva del año 2007 de Tim Tebow declaró que Maurkice era uno de los mejores líneas ofensivas novatos que jamás había visto en prueba de ello es que en la primera temporada Maurkice se convirtió en titular de inmediato cosa que nunca había pasado en la línea de lo Gators, los líneas ofensivas más veteranos estaban impresionados por su ética de trabajo tanto de él como de su hermano, aunque al final de las prácticas eran muy joviales,  Maurkice se convirtió en el guardia ofensivo titular después de que Phil Trautwein se lesionó por una fractura de su pie derecho.
Para noviembre de 2007 los gemelos Pouncey llamaban la atención de todos los especialistas en búsqueda de talentos para la NFL, bloqueando para 4000 yardas de ofensiva terrestre y siendo Maurkice titular desde su temporada de novato, Maurkice y su hermano fueron seleccionados en la lista de los 15 mejores en su posición de todo el país por los sitios especializadosscout.com y rivals.com.
Sporting News Seck   lo nombró en el equipo All-Freshman para la temporada del 2007 Pouncey jugó 12 partidos siendo titular en 11 partidos.

### Temporada 2008
Para la temporada de 2008 Maurkice jugó en la posición de centro con gran éxito llevándose la mención de honor en AP All-SEC  junto con su hermano y junto con 13 jugadores de los gators.

### Temporada 2009
En la temporada del año 2009 Maurkice Pouncey fue elegido en el primer equipo del All-SEC team como el Centro universitario más destacado e importante de todo el país, junto con él 12 compañeros más de equipo fueron elegidos, entre ellos su hermano Mike Pouncey.
También fue nombrado uno de los 15 jugadores de Florida que tenían perfil para jugar en la NFL debido a que en la temporada del 2008 jugó 14 partidos como el centro titular en el año 2008 y 11 en su primera temporada en este ranking fue puesto en el número 9.
El 20 de enero de 2010 Maurkice decidió ingresar al Draft

## Como profesional

### Pittsburgh Steelers
Fue elegido en la primera ronda en la posición número 18 del Draft del año 2010 por los Pittsburgh Steelers   aun cuando se espaeculaba por algunos medios de comunicación que tenía necesidad de contratar un Quarterback

### Temporada 2010
Destacó de manera excepcional ganándose un lugar en la titularidad del equipo, pero desafortunadamente en se lesionó en el partido divisional contra los Jets y no pudo participar en el Super bowl.

## Vida personal

### Familia
Son hijos adoptivos de Robert Webster un empleado de un molino,  durante el campeonato del año 2008 Robert Webster sufrió un accidente, se reportó en los medios de comunicación que el accidente sufrido tuvo como consecuencias la pérdida de una de sus extremidades,  los gemelos Pouncey recibieron el apoyo del Entrenador Meyer, que dijo estar orando por Robert Webster y dijo estar a disposición de lo que la familia pudiera necesitar, también el Mariscal Tim Tebow dijo estar orando por la familia Pouncey. aun con esto Maurkice Pouncey y su hermano pudo mantenerse enfocado en la temporada del 2008.

### Problemas legales
El 20 de julio de 2008 Pouncey Recibió una citación para comparecer al condado de Alachua, Florida,  para el pago de una multa de $ 94 (dólares)  y así evitar problemas legales en un futuro, él había sido multado por consumir bebidas alcohólicas específicamente una cerveza natural light,   mientras conducía sedan Chevrolet del año 2003, fue detenido porque no tenía una de las luces,  este inconveniente no le generó problemas con la universidad.